# Oskars Melbārdis
Oskars Melbārdis (ur. 16 lutego 1988 w Valmierze) – łotewski bobsleista, trzykrotny medalista olimpijski i czterokrotny medalista mistrzostw świata. Startuje od 2006 roku w dwójkach i czwórkach.
Pierwszy ważniejszy sukces Oskars Melbārdis zdobył w 2008 roku, kiedy w czwórkach zdobył pierwsze miejsce w Pucharze Świata oraz w Mistrzostwach Europy. Później wielokrotnie zdobywał razem z załogą miejsca w pierwszej trójce. W 2009 roku zdobył brąz na mistrzostwach świata w Lake Placid w czwórkach.
Od 2011 roku jeździ jako pilot. W 2012 roku zdobył dwa złote medale: w czwórkach i dwójkach na Mistrzostwach Świata Juniorów w Igls. W 2014 roku zdobył złoty medal w czwórkach i brązowy w dwójkach na Igrzyskach Olimpijskich 2014 w rosyjskim Soczi.